# Wilson Ajah Ogechukwu
Wilson Ajah Ogechukwu (Lagos, 20 maart 1972) is een Nigeriaans voormalig voetballer die als aanvaller speelde.

## Loopbaan
In Nigeria speelde hij voor Falcon FC voor hij in 1990 bij Roda JC kwam. Voor Roda speelde hij 39 wedstrijden waarin hij 8 doelpunten maakte. In de tweede helft van het seizoen 1993/94 werd hij aan HFC Haarlem (2 wedstrijden, geen doelpunten) verhuurd. In het seizoen 1995/96 speelde hij voor VVV (11 wedstrijden, 1 doelpunt) waarna hij in Maleisië bij Perak FA ging spelen (1996/97). In januari 1997 stapte hij over naar Gela Juve-Terranova in Italië waar hij zijn loopbaan besloot.
In 2013 werd de voormalige Nigeriaanse international aangesteld als reserveteam-trainer van de Engelse amateurclub Ibstock United.

## Statistieken
| seizoen | club          | land      | competitie         | wed. | goals |
| ------- | ------------- | --------- | ------------------ | ---- | ----- |
| 1990/91 | Roda JC       | Nederland | Eredivisie         | 5    | 0     |
| 1991/92 | Roda JC       | Nederland | Eredivisie         | 23   | 7     |
| 1992/93 | Roda JC       | Nederland | Eredivisie         | 9    | 1     |
| 1992/93 | VVV           | Nederland | Eerste divisie     | 11   | 1     |
| 1993/94 | Roda JC       | Nederland | Eredivisie         | 2    | 0     |
| 1993/94 | HFC Haarlem   | Nederland | Eerste divisie     | 2    | 0     |
| 1994/95 | Roda JC       | Nederland | Eredivisie         | 0    | 0     |
| 1996    | Perak FA      | Maleisië  | Premier League One | -    | -     |
| 1996/97 | Juveterranova | Italië    | Serie C2           | 4    | 0     |